# Черваньов Ігор Григорович
І́гор Григо́рович Черваньо́в  (рос. Игорь Григорьевич Черванев, 17 квітня 1937) — український вчений в галузі геоморфології, фізичної географії та геоекології, заслужений професор Харківського національного університету імені В. Н. Каразіна (2004), доктор технічних наук (1982), кандидат географічних наук (1969), заслужений діяч науки і техніки України (2009), лауреат Державної премії України в галузі науки і техніки (2004).

## Життєпис
Народився Ігор Черваньов у м. Вовчанськ, Харківської області,17 квітня 1937 р.
Закінчив з відзнакою Вовчанське педагогічне училище і по його закінченні вступив у 1955 р. до Харківського державного педагогічного інституту імені Г. Сковороди на природничо-географічний факультет, в 1956 році разом з факультетом переведений до Харківського державного університету імені О. М. Горького.
Закінчив з відзнакою географічний факультет цього ВНЗ, розпочав роботу в Галузевій лабораторії структурної геоморфології і неотектоніки Географічного товариства України під керівництвом професора С. І. Проходського, що стала одним з відомих в СРСР осередків новітнього напряму вивчення рельєфу як індикатора глибинних тектонічних структур, перспективних на поклади нафти і газу. Брав участь у дослідженнях структурно-геоморфологічних проявів Шебелинського газового родовища, що на той час було в стадії активної розробки, та регіональній характеристиці перспективних майданчиків (більше ніж 160 об'єктів, з них близько 10 стали згодом родовищами) в межах Дніпровсько-Донецької западини. Особисто очолював аналогічні дослідження на Волино-Подільській окраїні Руської платформи.
У 1968 році захистив кандидатську дисертацію з геоморфології «Структурний аналіз рельєфу басейну р. Стир (західне Волино-Поділля)».
З 1973 р. очолював піонерні роботи з математичного моделювання й структурного аналізу продуктивних відкладів газового родовища «Медвеже» — на той час найбільшого у світі. Згодом продовжував аналогічні дослідження на інших крупних родовищах — Уренгойському, Ямбурзькому, Вуктильському, а в Україні — Шебелинському, Західно-Хрестищенському, Медведівському. Наукові засади моделювання рельєфу та прикладні результати його аналізу стали основою докторської дисертації (захистив у 1979, отримав ступінь доктора технічних наук в 1982 р.).
З 1962 року і понині — на викладацьких посадах в Харківському державному університеті імені О. М. Горького (ХДУ) / з 1999 р. — це Харківський національний університет імені В. Н. Каразіна (ХНУ): викладач, з 1967 — старший викладач, з 1972 доцент, з 1984 — професор. В 1982 році очолив кафедру раціонального використання природних ресурсів та охорони природи, що в 1995 році перепрофільована на кафедру геоморфології і природоохоронних комп'ютерних технологій. У 2002 році створив кафедру географічного моніторингу і охорони природи, завідував нею до 2010 року. З 2010 року — професор кафедри фізичної географії та картографії (з якої розпочинав наукову й навчальну діяльність.

## Наукова діяльність
Наукову діяльність розпочав на 1 курсі природничо-географічного факультету Харківського педагогічного інституту імені Г. Сковороди під керівництвом геолога І. М. Ремізова, дослідивши гранулометричний і мінералогічний склад пісків одного зі стратотипів полтавської серії неогену. В 1957—59 рр. працював у студентських наукових загонах в Кавказькій високогірній експедиції Харківського державного університету імені О. М. Горького за програмою ІІ Міжнародного геофізичного року під керівництвом доцента (з 1963 — професора) П. В. Ковальова. Досліджував сучасне й давнє зледеніння, дослідив і паспортизував 114 льодовиків Центрального Кавказу, що стало змістом дипломної роботи та першої публікації.
Закінчивши з відзнакою географічний факультет Харківського державного університету, розпочав роботу в Галузевій лабораторії структурної геоморфології і неотектоніки Географічного товариства України, де під керівництвом доцента (з 1974 р. — професора) С. І. Проходського вивчав локальні тектонічні структури Дніпровсько-Донецької западини та Волино-Подільської окраїни Руської платформи.
Очоливши з 1973 року розробки з математичного моделювання і структурного аналізу сеноманських продуктивних покладів родовища газу «Медвеже» (північ Зах. Сибіру), вперше виявив в них мережу палеодолин, що характеризуються покращеними ємнісно-колекторськими властивостями, тим самим визначають підвищену продуктивність свердловин і контролюють основні газопромислові властивості. Це відкриття, що згодом підтвердилося на інших крупних газопромислових об'єктах, дало змогу розробникам покладу суттєво змінити стратегію газовидобування, а надалі поширити цей структурно-палеогеоморфологічний підхід на інші родовища подібної структури (в тому ж регіоні — Ямбурзьке, Уренгойське, в суміжному Тимано-Печорському басейні — Вуктильське). В Україні структурно-пагеогеоморфологічний підхід було застосовано до продуктивних пермських відкладів Шебелинської брахіантикліналі, Кегичівського та Медведівського родовищ (метод структурного аналізу соляного тіла визнано винаходом (1982). Разом з групою науковців, яку очолював, у співпраці з СОЮЗГАЗАВТОМАТИКОЮ" (1977—1985) застосував новітні методи геоінформатики для опрацювання матеріалів свердлування й сейсморозвідки у вигляді низки типових газопромислових задач АСУ розробкою найкрупніших покладів газу Півночі Зах. Сибіру та Сходу Європейської частини СРСР. В 1984 році удостоєний почесного диплома Тюменського товариства нафтовиків імені І. М. Губкіна.
В 1979 році, після перебування в докторантурі Харківського університету захистив Московському державному університеті докторську дисертацію «Структурний аналіз рельєфу» з геоморфології та палеогеографії, в якій обґрунтував науковий напрям структуралізму щодо дослідження морфології сучасного й давнього рельєфу: виділив метричну й топологічну структури, встановив їх типи й порядки, виявив і структурував топологічний інваріант рельєфу й розробив алгоритми структурного аналізу в наукових і прикладних цілях. Одним з перших запровадив, поряд з цифровими моделями рельєфу, що на той час були ледь відомі, структурно-цифрові, структурно-каркасні та структурно-лінгвістичні моделі. Це дало змогу докорінно змінити (у порівнянні зі світовим досвідом) спосіб відображення, аналізу й синтезу реальних і уявних (згодом — віртуальних) рельєфів та їх складових (моно- та полірельєфи, базисні й вершинні поверхні різних порядків) В теоретичному відношенні, першим почав розробку засад теорії самоорганізації геоморфологічних систем. Основні положення структуралізму надруковано в монографії разом з О. В. Поздняковим (1990). Надалі, разом з Б. Н. Воробйовим та С. В. Костріковим, розробив основи вчення про флювіальні геоморфосистеми та дослідив (разом із С. В. Костріковим) самоорганізацію флювіального рельєфу на засадах синергетичної парадигми природознавства, її прояви в ангулярних властивостях флювіальних мереж, топологічній структурі русел та ін.. фундаментальні риси такого рельєфу. Для цієї мети було вперше використано математичний апарат та ГІС-технології вияву й строгого доказу таких особливостей рельєфу. Брав участь за цією тематикою у декількох пленумах Геоморфологічної комісії РАН (1983, 2003, 2011, 2012).
Започаткував інвайронментологію як сучасний напрям пізнання навколишнього середовища й людини як холістичного цілісного об'єкту. Використовував генеральні ідеї інвайронментології в розробці міжнародної програми. GIWA (2001—004) та державних і громадських експертизах (1987—2000). В цьому науковому напрямку підготував 2 докторів та 31 кандидата наук, серед яких 10 іноземних громадян з Німеччини, В'єтнаму, Йорданії, Гвінеї-Бісау, Буркіна-Фасо, Чад, Малі, Ефіопії.
Разом з В. О. Боковим здійснив розробку міждисциплінарного напрямку інвайронментальної енергетики, створивши разом з ним авторський спецкурс.
Брав участь у розробках методології та методики оцінювання екологічних ситуацій.
Брав участь (разом з академіками НАН України М. В. Багровим та Л. Г. Руденком) у розробці парадигми, науково-методологічних засад і системи методів «нової» географії, що мусить стати авангардною галуззю знання про комплексний територіальний ресурс людства та його раціональне використання як природного капіталу.
Має близько 300 друкованих праць, серед них 27 монографій (автор, співавтор, науковий редактор).

## Викладацька діяльність
Викладацька діяльність переважно зосереджена на географічних кафедрах Харківського університету (50 років науково-педагогічного стажу). Також 10 років викладав природоохоронні дисципліни в Харківському інституті бізнесу і менеджменту.
З 1983 по 2010 рр. очолював першу в СРСР природоохоронну кафедру, що стала праматір'ю низки подібних кафедр у всіх ВНЗ Росії та України. Очолював розробку навчального плану спеціалізації кафедри для географів університету. Майже 50 років викладає в Харківському університеті курс «Загальне землезнавство», надавши йому (разом з В. А. Боковим) сучасного змісту теорії географічної оболонки — природної геосистеми, що самоорганізується. Цей новітній підхід дав змогу пояснити як автономні (через природні механізми саморегулювання й самоорганізації) низку властивостей, процесів і явищ, які раніше вважалися за реакцію на зовнішні впливи.
Читав вибрані теми землезнавства та загальної геоморфології в університетах Польщі та Югославії.
Розробив і викладав декілька навчальних курсів для бакалаврів, спеціалістів та магістрів географії: загальне землезнавство, глобальна екологія (інвайронментологія), теорія та методологія географічної науки, математичні методи в географії, оцінка природних ресурсів, історія географії в Україні, геосистемні основи управління навколишнім середовищем, менеджмент територій, альтернативна енергетика.
Автор і співавтор 14 підручників і навчальних посібників. Разом з співавторами надрукував підручник з загального землезнавства для ВНЗ СРСР (1984), для університетів Росії (1998) та університетів України (1993, 2000). Підручник видання 2000 р. отримав Державну премію України в галузі науки і техніки (2004). Разом з В. О. Боковим, І. Є. Тимченко надрукував навчальний посібник з авторського курсу «Геосистемні основи керування навколишнім середовищем» для навчання географів та екологів основам інвайронментального менеджменту.
З 2000 р. керує розробкою наукових засад і навчально-методичного забезпечення викладання в університетах серії спеціальних курсів з розвитку альтернативної енергетики. Був координатором міжнародного проекту Темпус-Тасис (2001—2004), розробив (разом з В. О. Боковим) спецкурс «Основи енергетики навколишнього середовища (інвайронментальної енергетики)» (два навчальні посібники 2004, 2005) та сприяв виданню серії з 9 авторських навчальних посібників (очолював редакційну колегію Міжнародного проекту). В Харківському національному університеті брав участь у запровадженні на фізико-енергетичному факультеті спеціалізації «Альтернативна енергетика» (з 2008) та на геолого-географічному факультеті — спеціалізації географів «Регіональний розвиток альтернативної енергетики» (2003—2010).
Всього ж є автором (співавтором) 14 підручників і навчальних посібників для вищої школи.

## Професійна громадська діяльність
- Позаштатний консультант Постійної комісії Верховної ради України з питань екологічної політики та ліквідації наслідків аварії на ЧАЕС (1994—1999);
- Учасник міжнародних школ-семінарів Центрально-Європейського університету з EIA та SEA (1996, 1998);
- Член редакційної колегії Географічної Енциклопедії України (1985—1993);
- Співголова Харківської обласної громадської експертної комісії (1988—1991);
- Член Президії Харківського обласного товариства охорони природи (1983—1991);
- Заступник Голови навчально-методичної комісії Міносвіти України з екології та раціонального природокористування (1986—1992);
- Науковий керівник Міжнародного ЕІА центру оцінки впливу на довкілля Харківського університету (1998—2000).
- Науковий керівник Українсько-Німецького центру енергозбереження та відновлюваної енергетики (з 2011 р.)
- Член Експертної ради з географічних наук ВАК України (1998—2006).
- Член Президії та Наукової ради Українського Географічного товариства (з 1986 р.)
- Член секції навколишнього середовища Наукової ради Міносвіти України (1998—2010);
- Член редакційної колегії 1-го тому Екологічної енциклопедії (2004—2006);
- Член Національного комітету географів України (з 2009 р.);
- Член редколегій «Українського географічного журналу» (з 2008 р.) журналу "Геополитика и экогеодинамика регионов (з 2003 р.), «Вісника Харківського національного університету: Геологія. Географія. Екологія» (з 1983 р.)
- Керівник багатьох (більше ніж 10) науково-дослідницьких розробок з вивчення об'єктів природного середовища, оцінки впливу на довкілля господарських об'єктів менеджменту територій за координаційними планами Міносвіти СРСР, Міносвіти України та екологічних експертиз Мінприроди України (з 1973 р. по цей час).

## Почесні звання
В 1992 році, з появою громадських академій наук, був обраний дійсним членом Академії наук технологічної кібернетики України за цикл робіт з саморегулювання й самоорганізації геоморфологічних систем. З 1996 року є номінантом Кембриджського міжнародного біографічного видання «Dictionary of International Biography» (з 1996 р.).
Того ж року став дійсним членом Української Екологічної Академії наук за роботи з раціонального природокористування й охорони природи. У 2004 році отримав почесне звання Лауреата Державної премії України за підручник для університетів «Землезнавство», того ж року здобув почесне звання Заслуженого професора Харківського національного університету. У 2005 році, з нагоди 200-річчя Харківського університету, удостоєний почесного знаку Міносвіти України «Василь Сухомлинський». 2009 року отримав почесне звання Заслуженого діяча науки і техніки України за сукупність наукових досягнень.